# Davy Schollen
Davy Schollen (Sint-Truiden, 28 febbraio 1978) è un ex calciatore belga, di ruolo portiere.

## Carriera

### Club
Dal 2004 al 2006 ha giocato nel NAC Breda: per la prima stagione è stato il portiere titolare, mentre per la successiva si è alternato con Arno van Zwam.

### Nazionale
Ha fatto il suo esordio con la nazionale belga nel 2006, contro la Turchia.

## Palmarès
- Campionato belga: 2

Anderlecht: 2006-2007, 2009-2010
- Supercoppa belga: 3

Anderlecht: 2006, 2007, 2010